# Martinius temporalis
Martinius temporalis är en skalbaggsart som beskrevs av Wooldridge 1988. Martinius temporalis ingår i släktet Martinius och familjen lerstrandbaggar. Inga underarter finns listade i Catalogue of Life.